# Little American Mine
La Little American Mine est une ancienne mine d'or américaine située dans le comté de Koochiching, au Minnesota. Protégée au sein du parc national des Voyageurs, elle est inscrite au Registre national des lieux historiques depuis le 16 avril 1975.